# Johannes Thomas
Johannes Thomas (11 de septiembre de 1949) es un deportista de la RDA que compitió en remo como timonel. Participó en los Juegos Olímpicos de Montreal 1976, obteniendo una medalla de plata en la prueba cuatro con timonel.

## Palmarés internacional
| Juegos Olímpicos | Juegos Olímpicos  | Juegos Olímpicos | Juegos Olímpicos   |
| Año              | Lugar             | Medalla          | Prueba             |
| ---------------- | ----------------- | ---------------- | ------------------ |
| 1976             | Montreal (Canadá) | Medalla de plata | Cuatro con timonel |